# Michèle Lalonde
Michèle Lalonde (Montréal, 28 luglio 1937 – Montréal, 22 luglio 2021) è stata una scrittrice e drammaturga canadese.

## Biografia
Le sue opere sono incentrate sull'identità quebecchese. La sua più celebre poesia è Speak White del 1968, partendo dall'ingiuria che gli anglofoni riservavano ai francofoni canadesi quando questi ultimi parlavano la lingua francese in pubblico.
Le opere di Michèle Lalonde sono conservate al centro archivisto di Montréal, presso la Bibliothèque et Archives nationales du Québec.

## Opere

### Raccolte poetiche
- 1958 - Songe de la fiancée détruite
- 1959 - Geôles
- 1967 - Terre des hommes, mis en musique par André Prévost
- 1979 - Portée disparue
- 1980 - Métaphore pour un nouveau monde

### Saggi
- 1979 - Difesa e illustrazione de la langue québecoise
- 1981 - Cause commune. Manifeste pour une internationale des petites cultures (con Denis Monière)

## Filmografia

### Sceneggiatrice
- De mère en fille, regia di Anne-Claire Poirier (1968)

## Teatro
- Ankrania o Celui qui crie (1957)
- Dernier recours de Baptiste à Catherine 1977

## Onorificenze
- 1985 - Membro dell'Ordre des francophones d'Amérique

## Riconoscimenti
- 1979 - Prix Ludger-Duvernay
- 2004 - Prix du Poète